# Anunnaki

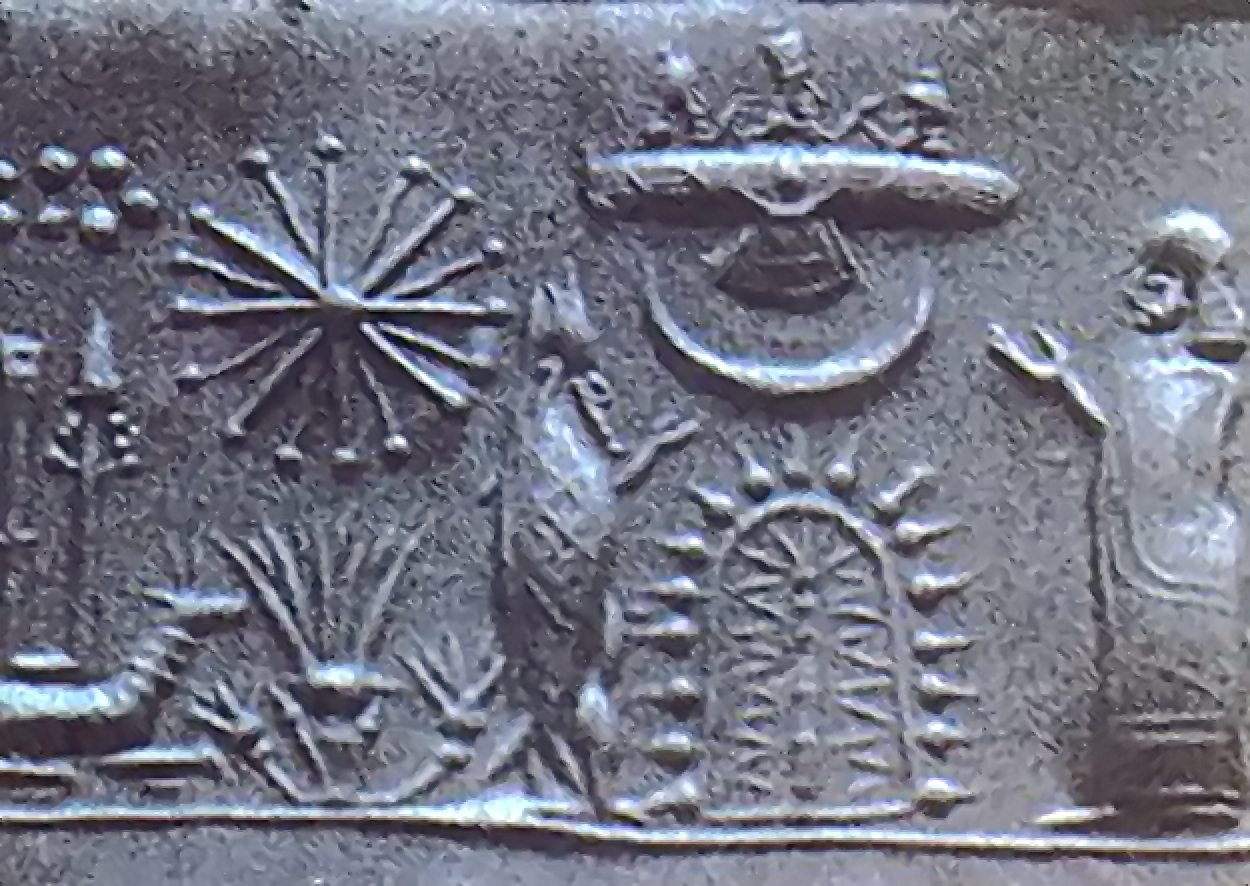
Starověký pečetní váleček zobrazující Anunnaky

Anunnaki, Anunnakové (často nazývaní Annunaki, Ananaki, Annunaku) jsou skupinou sumerských a akkadských božstev, příbuzných (v některých případech překrývajících se) s Anunna ('Padesát Velkých Bohů') a s Igigi (nižší božstva). Název je psán v několika variantách: "da-nun-na(-k)", "da-nuna-ke-ne", "da-nun-na"; v překladu 'ti, co jsou královské krve', či 'z vnešeného sémě'.

## Výskyt v mýtech
Pojem Anunna se poprvé vyskytuje v sumerských mýtech a hymnech. V textu Enki a uspořádání světa bohové Anunna přednášejí hymnus na Enkiho. V tom samém mýtu se Enki prohlašuje za jejich vůdce. 
V textu Gudeova válce, popisujícím stavbu chrámu boha Ningirsu, se Anunna vyskytují v několika sekcích. Na začátku stavby stojí při Gudeovi v modlitbě a přímluvě za úspěšný průběh stavby. V závěru textu (řádky 834-841)1
Podle pozdějších babylonských mýtů byli Anunnaki dětmi Anu a Ki, božských sourozenců, kteří sami byli dětmi Anšara a Kišary (Vládce (otáčení) Nebes a Vládkyně (otáčení) Země, viz Nebeské póly). Anšar a Kišara byly děti Lachmua a Lachamy ("těch z bahna"); tato jména přináležela strážcům brány chrámu zasvěceného Abzu v Eridu - místu stvoření.

## Rozdělení Annunaki
Hlavou Anunnaki byl Velký Anu (spíš než za boha nebes byl považován za nebesa sama - Anu sumersky znamená oblohu, nebesa) z Uruku, ostatními členy byli jeho potomci. Jeho pozici převzal Enlil ('En' = pán, 'lil' = vzduch, dech, vítr), který podle tehdejší víry oddělil nebesa od země. To vyvolalo pozdější rozepři mezi Enlilem z Nippuru a jeho nevlastním bratrem Enkim z Eridu ohledně oprávněnosti převzetí vedení Enlilem. Enki (En = pán, ki = země) byl bohem vodstva, a navíc i bohem moudrosti a magie; později byl prezentován i jako alchymista. Když Igigi začali stávkovat a odmítali pokračovat v práci na údržbě chodu vesmíru, v den Shappatu (Hebrejsky: שבת, Anglicky: Shabbath) Enki stvořil lidstvo k převzetí odpovědnosti za úlohy, které bozi přestali plnit. Anunnaki tvořili vyšší sněm bohů, a byli společníky Anua. Byla jim přidělena místa na Zemi i v podsvětí. Nejznámějšími jsou Asaru, Asarualim, Asarualimnunna, Asaruludu, En-Ki, Namru, Namtillaku a Tutu.